# Málta az 1968. évi nyári olimpiai játékokon
Málta a mexikói Mexikóvárosban megrendezett 1968. évi nyári olimpiai játékok egyik részt vevő nemzete volt. Az országot az olimpián 1 sportágban 1 sportoló képviselte, aki érmet nem szerzett.

## Sportlövészet
Nyílt
| Versenyző    | Versenyszám | Pont | Helyezés |
| ------------ | ----------- | ---- | -------- |
| Joseph Grech | Skeet       | 173  | 46.      |